# ما انليانغ
ما آنليانغ ( (بالصينية المبسطة: 马安良؛ بالصينية التقليدية: 馬安良؛ البينيين: Mǎ Ānliáng؛ ويد–جيلز: Ma An-liang)؛ 1855 – 24 نوفمبر 1918) كان من قومية هوي، وُلد في هيتشو، قانسو، الصين، أصبح جنرالًا في جيش أسرة تشينغ، وفي جمهورية الصين. وهو ابن ما تشان آو ، وكان إخوته الأصغر ما غوليانغ  وما سوي ليانغ 馬遂良، تلقى ما تعليمًا صينيًا وإسلاميًا.  كان اسمه المسلم عبد المجيد ( (بالصينية: 阿卜都里默直底) ).

## المسيرة العسكرية
تحول من جيش المسلمين إلى جيش تشينغ في عام 1872 أثناء ثورة دونغان (1862-1877)، وذلك برفقة العديد من المسلمين الهوي الآخرين، بمن فيهم والده ما تشان آو ،وما هايان ، وما تشيان لينغ. كانوا جميعا ينتمون إلى الصوفية الصينية، من الطريقة الصوفية الخفية النقشبندية ، ساعدوا الجنرال الصيني تشينغ هان تسو زونغتانغ في قمع الثورة الإسلامية. في عام 1877، هزم والده ما تشان آو مجموعة من المتمردين المسلمين الذين واصلوا القتال بالقرب من هيزو. 
انضم الجنرال ما آن ليانغ إلى الجنرال تشينغ تسو زونغتانغ في الحملة ضد المتمردين المسلمين الأتراك بقيادة يعقوب بك. قاد ما آن ليانغ جيشًا كاملاً من القوات المسلمة الصينية ضد قوات يعقوب بك المسلمة التركية، وهزمه، واستعاد شينجيانغ للصين. 
تم استدعاء دونغ فو شيانغ ، وما آن ليانغ، وما هاي يان في الأصل إلى بكين أثناء الحرب الصينية اليابانية الأولى في عام 1894، ولكن ثورة دونغان (1895) اندلعت، فتم إرسالهم بعد ذلك لسحق المتمردين.
في عام 1895، خدم ما آن ليانغ مع الجنرال الصيني هان تانغ يانهي والجنرال دونغ فو شيانغ ، وهو من سكان قانسو الأصليين غير المسلمين، وساعدهم في سحق ثورة إسلامية أخرى، وهي ثورة دونغان (1895-1896).   هزم سلاح الفرسان المسلم التابع له المتمردين المسلمين في جبل أوكس هارت، وخفف حصار هيزو في 4 ديسمبر، قاد قوات سلاح الفرسان من هوي لذبح مقاتلي سالار المسلمين المتمردين الذين وافقوا على التفاوض غير مسلحين في مأدبة قائلاً لهم "تبرأوا مني كمسلم إذا خدعتكم". وحصل على رتبة جنرال شينجيانغ ، وعقيد هيزو بمجرد سحق الثورة،  كان قادة الثورة ما يونغ لين وما وان فو وما داهان، وتم إعدام ما داهان علنًا،  قيل إن دماء المسلمين لطخت قبعة ما أنليانغ الحمراء.
خلال تلك الحرب، رفع ما آن ليانغ حصار شينينغ عام ١٨٩٥ بأربعة ينغ (الينغ وحدة صينية تعني كتيبة). عُيّن ما آن ليانغ في "قيادة باركول العسكرية" قبل عام ١٩١٠.  
خلال إصلاح المائة يوم في عام 1898 تم استدعاء دونغ فوكسيانغ، وما آن ليانغ، وما هاي يان إلى بكين وساعدوا في وضع حد لحركة الإصلاح جنبًا إلى جنب مع ما فولو وما فوكسيانغ.
في عام 1900، أثناء ثورة الملاكمين ، انضم ما آن ليانغ، بصفته تونغلينغ من هو تشو، إلى دونغ فوكسيانغ في القتال ضد الأجانب. 
في عام ١٩٠٥، حاول ما آن ليانغ، بالتعاون مع القاضي الصيني هان يانغ زينغشين ، اعتقال زعيم الإخوان المسلمين ما وان فو وإعدامه.، إلا أن ما تشي نفّذ ما تشي -والد ما يوفانغ- أنقذه وأخذ ما وان فو إلى شينينغ. 
ورغم أنه كان مسلماً، إلا أنه وقواته المسلمة لم يظهروا أي رحمة للمسلمين الذين تمردوا على حكومة تشينغ ، وقاموا بقتلهم.
في عام ١٩١١، عندما اندلعت ثورة شينهاي ، قاد أكثر من ٢٠ كتيبة من قوات مسلمي هوي للدفاع عن سلالة تشينغ بمهاجمة شنشي، التي كانت تحت سيطرة الثوار بقيادة تشانغ فنغ هوي، لكن ما آن ليانغ وتشانغغينغ وشينغ يون فشلوا في استعادة شنشي من الثوار،  وعندما تنازل إمبراطور تشينغ بويي عن العرش، وافق ما آن ليانغ على الانضمام إلى حكومة جمهورية الصين الجديدة بقيادة الكومينتانغ. 
تخلى الجنرال ما آن ليانغ عن قضية تشينغ بعد تنازل تشينغ عن العرش في ثورة شينهاي، بينما كان الحاكم العام المانشو شينغيون غاضبًا من الثورة.  
أقنع مسلمو الهوي المؤيدون للثورة، مثل حاكم شنشي ما يوغوي وإمام بكين وانغ كوان، والجنرال هوي تشينغ ما آن ليانغ بوقف القتال، وحثوه بصفته مسلمًا على عدم قتل بعضهم البعض من أجل تشينغ، والانحياز إلى الثوار الجمهوريين، ثم وافق ما آن ليانغ على التخلي عن تشينغ بفضل جهود يوان شيكاي ورسائل من هوي آخرين. 
في أكتوبر ١٩٠٣، في إيلي ، شغل ما آن ليانغ منصب قائد لواء. وفي أبريل ١٩١٢، أصبح القائد الأعلى لمقاطعة قانسو. 

## التوجه السياسي والديني
حارب ما آن ليانغ ضد تمرد باي لانغ، وهاجم شيداتانغ (西道堂) وكانت منظمة إسلامية، لأنه شك في توجهات شيداوتانغ الجمهورية، إذ كان ما آن ليانغ محافظًا ومؤيدًا للملكية، وكان يؤيد يوان شيكاي، فدبّر عملية قتل مؤسس شيداوتانغ، ما تشي شي وعائلته رميًا بالرصاص، فاتحد جنود الهان والهوي بقيادة الجنرالين ما أنليانغ وما تشي من الهوي لمحاربة جيش باي لانغ اللصوص.   
في عام 1914، حاول ما آن ليانغ إبادة "الطائفة الجديدة"، شيداتانغ وزعيمها ما تشي شي (كان اسمه العربي عيسى).  
كان الجنرال ما آن ليانغ القائد الفعلي للمسلمين في شمال غرب الصين منذ بداية العصر الجمهوري عام ١٩١٢ وحتى وفاته. وخلفه في هذا المنصب الجنرال ما فوكسيانغ . 
كان ما آن ليانغ يُعتبر "رجعيًا"، في حين كان العالم "العالم" الجنرال ما فوكسيانغ يُعتبر "تقدميًا". 
في عام ١٩١٧، أمر ما آن ليانغ شقيقه الأصغر ما غو ليانغ بقمع تمرد التبتيين في شون هوا ، الذين ثاروا بسبب الضرائب الباهظة التي فرضها عليهم. لم يُبلغ ما آن ليانغ الحكومة المركزية في بكين بالأمر، فوبخه على ذلك، فأرسلت الحكومة ما تشي -والد مابوفانغ- للتحقيق في القضية وقمع التمرد.
توفي في هيزو (هوتشو) في 24 نوفمبر 1918.   بعد وفاته، أشاد نائب القنصل الأمريكي في كالجان، رودني جيلبرت، بما أنليانج في صحيفة هيرالد لحفاظه على السلام في قانسو، والذي حافظ عليه من خلال استعداده للقتال ضد إخوانه المسلمين.  كما أشاد بما أنليانج لحماية "شعبه من الصراع الطائفي والأفيون". 
لقد تولى ما فوكسيانج فعليًا مكان ما آن ليانج باعتباره الزعيم الفعلي للمسلمين في شمال غرب الصين عندما توفي ما آن ليانج في عام 1918.  

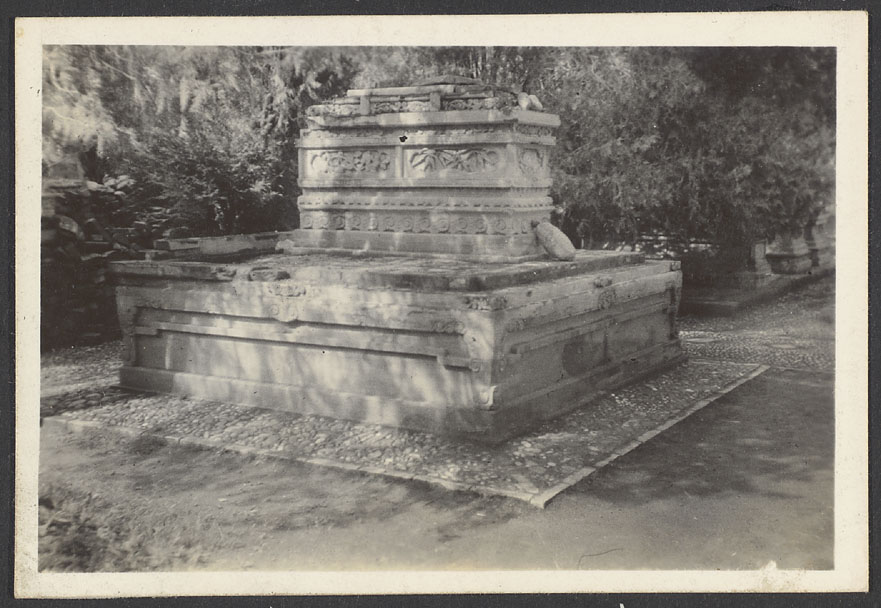
قبر ما أنليانغ

## عائلة
والده كان ما تشانآو وكان شقيقه ما قوه ليانغ .
كان لديه 5 أبناء، ما تينغ شيانغ ( ما تينغ هسيانغ ) (馬廷勷 ) (الابن الثالث)، ما تينغ شيان (ما تينغ هسين) (馬廷賢) (الابن الرابع)، وثلاثة أطفال آخرين غير معروفين. أعدم ما تينغ شيان في عام 1962 من قبل محكمة الشعب، كان ما تينغ شيانغ هو الابن الثالث لما أنليانغ. أعدمه فينج يوشيانغ بعد تمرده أولاً ضد فينج وغومينجون ، وانشق إلى تشيانج كاي شيك والكومينتانغ بعد أن خاض تشيانج وفينج حربًا ضد بعضهما البعض، وأخيرًا بعد أن طرد تشيانج ما آن ليانغ من منصبه، حاول الفرار لكن قبض عليه فينج.
ارتكب ما تينغ شيانغ وجيشه المسلم العديد من الفظائع ضد البوذيين التبتيين في تشون ودير تشون وتاوزو ودير لابرانج أثناء التمرد. 

## النبلاء
جعل يوان شيكاي ما أنليانغ بارونًا من الدرجة الأولى ((一等男؛ Yī děng nán) ) لإمبراطورية الصين (1915–16) .